# Malèna
Malèna és una pel·lícula italiana, un drama, estrenada el 2000. És protagonitzada per Monica Bellucci i Giuseppe Sulfaro. Va ser dirigida per Giuseppe Tornatore, amb un guió conjunt amb Luciano Vincenzoni.
Criticada per la seva representació de la sexualitat adolescent, així com la falta de diàleg, va tenir una bona recepció a Europa, encara que després de ser llicenciada als Estats Units per Fine Line Pictures, va ser editada, tallant diverses escenes, reduint la durada de la pel·lícula a 92 minuts (17 minuts menys que l'original). El 2005 es va llançar als Estats Units la versió completa en DVD. Va guanyar el Gran Premi del 2001 Festival de Cinema de Cabourg.

## Argument
La pel·lícula està ambientada a Castelcutó, una petita vila de Sicília, durant la Segona Guerra Mundial. Allí, Renato Amoroso, un nen de dotze anys que viu amb els seus pares i germanes majors, es troba amb els seus companys de classe a la tarda per observar a Maddalena Scordia, coneguda a la ciutat com a Malèna, una bella jove de vint-i-set anys, casada amb Nino Scordia, un militar enviat a l'Àfrica després de la declaració de guerra d'Itàlia. Tots els dies que ella surt al poble, ell l'observa i l'admira, seguint-la i espiant-la al seu torn, per les finestres de casa seva.

## Repartiment
- Monica Bellucci - Malena Scordia
- Giuseppe Sulfaro - Renato Amoroso
- Luciano Federico - Pare de Renato
- Matilde Piana - Mare de Renato

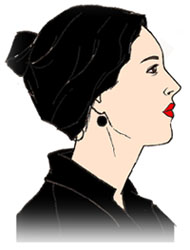
Dibuix del perfil de Malèna

- Pietro Notarianni - Professor Bonsignore
- Gaetano Aronica - Nino Scordia
- Gilberto Idonea - Advocat Centorbi

## Premis[3]
| Premi                                          | Categoria                               | Receptor                                           | Resultat  |
| ---------------------------------------------- | --------------------------------------- | -------------------------------------------------- | --------- |
| Premis Oscar                                   | Millor fotografia                       | Lajos Koltai                                       | Nominat   |
| Premis Oscar                                   | Millor banda sonora                     | Ennio Morricone                                    | Nominat   |
| Premis BAFTA                                   | Millor pel·lícula de parla no anglesa   | Giuseppe TornatoreHarvey WeinsteinCarlo Bernasconi | Nominats  |
| Festival de Berlín                             | Os d'or                                 | Giuseppe Tornatore                                 | Nominat   |
| Cabourg Romantic Film Festival                 | Golden Swann                            | Giuseppe Tornatore                                 | Guanyador |
| David di Donatello                             | Millor fotografia                       | Lajos Koltai                                       | Guanyador |
| David di Donatello                             | Millor vestuari                         | Maurizio Millenotti                                | Nominat   |
| David di Donatello                             | Millor música                           | Ennio Morricone                                    | Nominat   |
| David di Donatello                             | Millor disseny de producció             | Francesco Frigeri                                  | Nominat   |
| Premis del Cinema Europeu                      | Millor actriu                           | Monica Bellucci                                    | Nominada  |
| Premis del Cinema Europeu                      | Millor director                         | Giuseppe Tornatore                                 | Nominat   |
| Globus d'or (Itàlia)                           | Millor actor revelació                  | Giuseppe Sulfaro                                   | Guanyador |
| Globus d'Or                                    | Millor pel·lícula en llengua no anglesa |                                                    | Nominat   |
| Globus d'Or                                    | Millor banda sonora                     | Ennio Morricone                                    | Nominat   |
| Italian National Syndicate of Film Journalists | Millor música                           | Ennio Morricone                                    | Guanyador |
| Italian National Syndicate of Film Journalists | Millor vestuari                         | Maurizio Millenotti                                | Nominat   |
| Italian National Syndicate of Film Journalists | Millor muntatge                         | Massimo Quaglia                                    | Nominat   |
| Italian National Syndicate of Film Journalists | Millor disseny de producció             | Francesco Frigeri                                  | Nominat   |
| Las Vegas Film Critics Society Awards          | Millor pel·lícula estrangera            |                                                    | Nominat   |
| National Board of Review                       | Millor pel·lícula estrangera            |                                                    | Guanyador |
| Phoenix Film Critics Society                   | Millor pel·lícula en llengua estrangera |                                                    | Nominat   |
| Sannio FilmFest                                | Millor actor revelació                  | Giuseppe Sulfaro                                   | Guanyador |
| Premis Satellite                               | Millor pel·lícula estrangera            |                                                    | Nominat   |
| Premis Satellite                               | Millor banda sonora                     | Ennio Morricone                                    | Nominat   |